# Мохамед Абу Ґабаль
Мохамед Абу Ґабаль (араб. محمد أبو جبل‎, нар. 29 січня 1989, Асьют) — єгипетський футболіст, воротар клубу «Замалек» і національної збірної Єгипту.

## Клубна кар'єра
Народився 29 січня 1989 року в місті Асьют. Вихованець футбольної школи клубу «ЕНППІ Клуб»}. Дорослу футбольну кар'єру розпочав 2010 року в основній команді того ж клубу, в якій провів три сезони, взявши участь у 34 матчах чемпіонату. 
Своєю грою за цю команду привернув увагу представників тренерського штабу клубу «Замалек», до складу якого приєднався 2013 року. Відіграв за каїрську команду наступні три сезони своєї ігрової кар'єри, здебільшого як резверний голкіпер.
Протягом 2016—2019 років захищав кольори клубу «Смуха». У цій команді був основним воротарем, а 2019 року повернувся до «Замалека», в якому також став основною опцією тренерського штабу на воротарській позиції.

## Виступи за збірні
2009 року залучався до складу молодіжної збірної Єгипту. На молодіжному рівні зіграв у 4 офіційних матчах, пропустив 6 голів.
2011 року дебютував в офіційних матчах у складі національної збірної Єгипту.
У складі збірної був учасником Кубка африканських націй 2021 року, що проходив на початку 2022 року в Камеруні, де єгиптяни здобули «срібло». Починав турнір як один з дублерів Мохамеда Ель-Шенаві, якого змінив наприкінці основного часу гри 1/8 фіналу, а решту ігор континентальної першості вже розпочинав у стартовому складі.
| Дата       | Місто       | Господарі    | Результат               | Гості   | Турнір                                      | Голи | Примітки |
| ---------- | ----------- | ------------ | ----------------------- | ------- | ------------------------------------------- | ---- | -------- |
| 3-9-2011   | Фрітаун     | Сьєрра-Леоне | 2 – 1                   | Єгипет  | Відбір до Кубка африканських націй 2012     | -2   |          |
| 30-9-2021  | Александрія | Єгипет       | 2 – 0                   | Ліберія | товариський матч                            | -    | 68'      |
| 11-10-2021 | Бенгазі     | Лівія        | 0 – 3                   | Єгипет  | Відбір до ЧС 2022                           | -    | 26'      |
| 26-1-2022  | Дуала       | Кот-д'Івуар  | 0 – 0 д.ч. (4 - 5 п.п.) | Єгипет  | Кубок африканських націй 2021 - 1/8 фіналу  | -    | 88'      |
| 30-1-2022  | Яунде       | Єгипет       | 2 – 1 д.ч.              | Марокко | Кубок африканських націй 2021 - чвертьфінал | -1   | 96'      |
| 3-2-2022   | Яунде       | Камерун      | 0 – 0 д.ч. (1 – 3 п.п.) | Єгипет  | Кубок африканських націй 2021 - півфінал    | -    |          |
| 6-2-2022   | Яунде       | Сенегал      | 0 – 0 д.ч. (4 – 2 п.п.) | Єгипет  | Кубок африканських націй 2021 - Фінал       | -    |          |
| Усього     |             | Матчів       | 7                       |         | Голів                                       | -3   |          |

## Титули і досягнення
- Чемпіон Єгипту (2):

«Замалек»: 2014-2015, 2020-2021
- Володар Кубка Єгипту (5):

«ЕНППІ Клуб»: 2011
«Замалек»: 2013, 2014, 2015, 2019
- Володар Суперкубка Єгипту (1):

«Замалек»: 2019
- Володар Суперкубка КАФ (1):

«Замалек»: 2020
- Срібний призер Кубка африканських націй: 2021